# René Casados
René Casados Morales, bardziej znany jako René Casados (ur. 21 października 1961 w Tamalín, w stanie Veracruz w Meksyku) – meksykański aktor telewizyjny.

## Kariera
Na początku swojej kariery ekranowej pojawił się w dramacie Czarna wdowa (La viuda negra, 1977) z udziałem Sergio Jiméneza, a rok później zagrał w trzech filmach: Blondynka Rodríguez (La güera Rodríguez, 1978) i Pedro Páramo (1978) na podstawie powieści Juana Rulfo i Godzina jaguara (La hora del jaguar, 1978) oraz telenoweli Czas milczenia (La hora del silencio). Choć wystąpił potem w blisko dwudziestu telenowelach, stał się chyba najbardziej znany z roli Bruno Mendizábala w telenoweli Macocha (La madrastra, 2005) i jako ks. Tadeo w Pożarze w krwi (Fuego en la sangre, 2008). W 2011 roku otrzymał rolę księdza Guadalupe 'Lupe' Mondragona w telenoweli Otchłań namiętności (Abismo de pasión). Wraz ze swoją koleżanką aktorką Eriką Buenfil współtworzył hiszpańskojęzyczny program telewizyjny pt. Xe-Tu (2014).
W wieku trzynastu lat, 30 października 1974 r. poślubił Rosę Adrianę Ojedę. Mają dwie córki: Kukene i Trianę.

## Filmografia

### Telenowele
- 1978: Czas milczenia (La hora del silencio)
- 1979: Dziewczyna z sąsiedztwa (Muchacha de barrio) jako Ernesto
- 1981: Dziwne sposoby miłości (Extraños caminos del amor) jako Miguel
- 1988: Dwa życia (Dos vidas) jako Dino
- 1996: Płonąca pochodnia (La antorcha encendida) jako Agustín de Iturbide
- 1997: Złota klatka (La jaula de oro) jako Flavio Canet
- 1998-99: Angela (Ángela) jako Alfonso Molina
- 1998: Paloma (Preciosa) jako Gran Sabu
- 1999: Trzy kobiety (Tres mujeres) jako Leonardo Marcos
- 2005: Macocha (La madrastra) jako Bruno Mendizábal
- 2000-2001: W niewoli uczuć (Abrázame muy fuerte) jako Francisco José Bravo / Fernando Joaquín Bravo
- 2000: Ramona jako Angus O'Faill
- 2001: María Belén jako Jorge
- 2002: Klasa 406 (Clase 406) jako Manolo Cayetano Catasús
- 2003: Prawdziwa miłość (Amor real)
- 2004: Grzesznica (Amarte es mi pecado) jako Juan Carlos Orellana
- 2004: Serca do zakresu (Corazones al límite) jako Dante Lacalfari
- 2005: Macocha (La madrastra) jako Bruno Mendizábal
- 2006: Mundo de fieras jako Nicolás Navarro
- 2008: Pożar w krwi (Fuego en la sangre) jako ks. Tadeo
- 2009: Glam Girls
- 2010: Dzikie serce (Corazón salvaje) jako Noel Vidal
- 2010-2011: Kiedy się zakocham... (Cuando me enamoro) jako Gonzalo Monterrubio
- 2012: Otchłań namiętności (Abismo de pasión) jako ks. Guadalupe „Lupe” Mondragon
- 2013: Burza (La tempestad) jako Claudio Salvatore Petrone
- 2014-2015: Mi corazón es tuyo (Moje serce należy do Ciebie/Moje serce jest twoje) jako Bruno Romero

### Filmy fabularne
- 1977: Czarna wdowa (La viuda negra)
- 1977: El rediezcubrimiento de México
- 1978: Blondynka Rodríguez (La güera Rodríguez)
- 1978: Pedro Páramo jako Miguel Páramo
- 1978: Godzina jaguara (La hora del jaguar) jako Mario
- 1979: Seks mnie rozśmiesza (El sexo me da risa)
- 1981: Tonący duch (El fantasma del lago) jako Enrique Montes; don Fabian
- 1981: Legenda Rodrígo (La leyenda de Rodrígo)
- 1981: Testament (El testamento)
- 1983: Se me sale cuando me río
- 1983: Aborto: Canta a la vida
- 1984: El tonto que hacía milagros
- 2007: Mejor es que Gabriela no se muera jako Abigail